# گل جالیز مصری
گل جالیز مصری گیاهی است از خانواده گل جالیزان (Orobanchaceae).